# در پی فضیلت
در پی فضیلت کتابی دربارهٔ فلسفه اخلاق اثر السدیر مک‌اینتایر است. مک‌اینتایر در این کتاب به نقدِ جدیِ گفتمان اخلاقی مدرن می‌پردازد و آن را غیرعقلانی می‌داند. وی ادعا می‌کند که صورت‌های سنتی‌ترِ گفتمان اخلاقی خصوصاً اخلاق ارسطویی وضعیت بهتری دارد.
این کتاب برای اولین بار در سال ۱۹۸۱ منتشر شد و از آن زمان تاکنون دو ویراست دیگر هم از آن چاپ شده‌است. ویراست دوم که در سال ۱۹۸۴ منتشر شد، دارای مطالبِ بیشتری است که به منتقدان چاپ اول پاسخ می‌دهد. ویراست سوم که در سال ۲۰۰۷ منتشر شد، حاوی نوشته‌ای جدید با عنوان «در پی فضیلت پس از ربع قرن» است.